# Hans-Joachim Hannemann (Ruderer)
Hans-Joachim Hannemann (* 5. April 1915; † 6. März 1989) war ein deutscher Ruderer, der 1936 eine olympische Bronzemedaille mit dem Achter gewann.
Hans-Joachim Hannemann begann 1928 mit dem Rudersport. Von 1934 bis 1937 gehörte er der RG Wiking Berlin an und wechselte dann zum Berliner Ruder-Club. Nach dem Zweiten Weltkrieg kehrte er zu Wiking Berlin zurück und war von 1950 bis 1952 Erster Vorsitzender des Vereins. Später war Hannemann Trainer beim RC Tegel und beim Ruderklub am Wannsee. Ab 1958 war er Schiedsrichter der FISA.
Bei den Deutschen Meisterschaften 1936 in Berlin siegte der Achter von Wiking Berlin vor zwei Achtern, die als vereinsübergreifende Rudergemeinschaften für die Olympischen Spiele gebildet worden waren. Damit qualifizierte sich der Achter von Wiking Berlin für die olympische Regatta, die wie die Deutschen Meisterschaften auf der Regattastrecke Berlin-Grünau ausgetragen wurde. Das Boot in der Besetzung Alfred Rieck, Helmut Radach, Hans Kuschke, Heinz Kaufmann, Gerd Völs, Werner Loeckle, Hans-Joachim Hannemann, Herbert Schmidt und Steuermann Wilhelm Mahlow belegte bei der olympischen Regatta im dritten Vorlauf den zweiten Platz hinter dem Boot aus der Schweiz, konnte sich aber als Sieger des ersten Zwischenlaufs für das Finale qualifizieren. Im Endlauf erreichten die ersten drei Boote innerhalb einer Sekunde das Ziel, es gewann das Boot aus den Vereinigten Staaten vor den Italienern und den Deutschen.
Völs, Loeckle, Hannemann und Schmidt hatten bei den Deutschen Meisterschaften 1936 neben dem Titel im Achter auch den zweiten Platz im Vierer ohne Steuermann belegt, 1937 erreichten die vier Ruderer den dritten Platz. Nach seinem Wechsel zum Berliner RC gehörte er 1938 als einziges Mitglied des Bronze-Achters von 1936 zu dem Boot, das nach dem Gewinn der Deutschen Meisterschaft auch bei den Ruder-Europameisterschaften in Mailand siegte. 1941 siegte Hannemann bei den Deutschen Meisterschaften im Zweier ohne Steuermann zusammen mit Helmut Baltrusch, beide saßen auch im Achter, der ebenfalls die Deutsche Meisterschaft gewann. Zwei weitere Meistertitel gewann Hannemann 1944 im Vierer mit Steuermann und 1947 im Vierer ohne Steuermann.